# Violante di Svevia
Violante di Svevia (1233 – 1264) è stata una principessa italiana del Regno di Sicilia, figlia di Federico II di Svevia e di Bianca Lancia.

## Biografia
Era la terza e ultima dei figli naturali che l'imperatore Federico II di Svevia ebbe da Bianca Lancia.
Fu data in sposa a Riccardo Sanseverino, conte di Caserta. Le nozze avvennero presso Castel del Monte nel 1246.
Instaurando una politica accentratrice, Federico limitò l'autonomia delle varie signorie presenti nel regno. Mentre l'imperatore si trovava a Grosseto, i Sanseverino e altri nobili siciliani organizzarono una congiura ai suoi danni. Fu proprio Riccardo ad avvisare Federico della rivolta, il quale si vendicò arrestando e massacrando i congiurati.
Morì nell'estate del 1264 per le conseguenze di un parto. Insieme a Riccardo ebbe un figlio, Corrado, poi conte di Caserta, che sposò Caterina dei conti di Ginevra. Corrado, partigiano del cugino Corradino di Svevia, fu fatto imprigionare da Carlo I d'Angiò insieme alla moglie e alla nonna Siffridina Gentile.

## Ascendenza
|                       |   |                       | Genitori                |  |  | Nonni |  |  | Bisnonni            |  |  | Trisnonni          |  |
|                       |   |                       |                         |  |  |       |  |  | Federico Barbarossa |  |  | Federico di Svevia |  |
|                       |   |                       |                         |  |  |       |  |  | Federico Barbarossa |  |  | Federico di Svevia |  |
|                       |   | Giuditta di Baviera   |                         |  |  |       |  |  | Federico Barbarossa |  |  |                    |  |
| Enrico VI di Svevia   |   |                       |                         |  |  |       |  |  | Federico Barbarossa |  |  |                    |  |
|                       |   | Beatrice di Borgogna  | Rinaldo III di Borgogna |  |  |       |  |  |                     |  |  |                    |  |
|                       |   | Beatrice di Borgogna  | Rinaldo III di Borgogna |  |  |       |  |  |                     |  |  |                    |  |
|                       |   | Beatrice di Borgogna  | Agata di Lorena         |  |  |       |  |  |                     |  |  |                    |  |
| Federico II di Svevia |   | Beatrice di Borgogna  |                         |  |  |       |  |  |                     |  |  |                    |  |
|                       |   | Ruggero II di Sicilia | Ruggero I di Sicilia    |  |  |       |  |  |                     |  |  |                    |  |
|                       |   | Ruggero II di Sicilia | Ruggero I di Sicilia    |  |  |       |  |  |                     |  |  |                    |  |
|                       |   | Ruggero II di Sicilia | Adelasia del Vasto      |  |  |       |  |  |                     |  |  |                    |  |
| Costanza d'Altavilla  |   | Ruggero II di Sicilia |                         |  |  |       |  |  |                     |  |  |                    |  |
|                       |   | Beatrice di Rethel    | Gunther di Rethel       |  |  |       |  |  |                     |  |  |                    |  |
|                       |   | Beatrice di Rethel    | Gunther di Rethel       |  |  |       |  |  |                     |  |  |                    |  |
|                       |   | Beatrice di Rethel    | Beatrice di Namur       |  |  |       |  |  |                     |  |  |                    |  |
| Violante di Svevia    |   | Beatrice di Rethel    |                         |  |  |       |  |  |                     |  |  |                    |  |
|                       | … | …                     |                         |  |  |       |  |  |                     |  |  |                    |  |
|                       | … | …                     |                         |  |  |       |  |  |                     |  |  |                    |  |
|                       | … | …                     |                         |  |  |       |  |  |                     |  |  |                    |  |
| Bonifacio I d'Agliano | … |                       |                         |  |  |       |  |  |                     |  |  |                    |  |
|                       |   | …                     | …                       |  |  |       |  |  |                     |  |  |                    |  |
|                       |   | …                     | …                       |  |  |       |  |  |                     |  |  |                    |  |
|                       |   | …                     | …                       |  |  |       |  |  |                     |  |  |                    |  |
| Bianca Lancia         |   | …                     |                         |  |  |       |  |  |                     |  |  |                    |  |
|                       |   | Manfredo I Lancia     | Guglielmo del Vasto     |  |  |       |  |  |                     |  |  |                    |  |
|                       |   | Manfredo I Lancia     | Guglielmo del Vasto     |  |  |       |  |  |                     |  |  |                    |  |
|                       |   | Manfredo I Lancia     | …                       |  |  |       |  |  |                     |  |  |                    |  |
| Bianca Lancia         |   | Manfredo I Lancia     |                         |  |  |       |  |  |                     |  |  |                    |  |
|                       |   | …                     | …                       |  |  |       |  |  |                     |  |  |                    |  |
|                       |   | …                     | …                       |  |  |       |  |  |                     |  |  |                    |  |
|                       |   | …                     | …                       |  |  |       |  |  |                     |  |  |                    |  |
|                       |   | …                     |                         |  |  |       |  |  |                     |  |  |                    |  |